# Jacobina do Piauí
Jacobina do Piauí este un oraș în Piauí (PI), Brazilia.